# Larry Nance Jr.
Larry Donnell Nance Jr. (* 1. Januar 1993 in Akron, Ohio) ist ein US-amerikanischer Basketballspieler. Seit Juni 2024 steht er bei den Atlanta Hawks in der US-Profiliga National Basketball Association (NBA) unter Vertrag.

## Karriere
Nance Jr. wurde am 25. Juni 2015 mit dem 27. Pick der ersten Runde von den Los Angeles Lakers gedraftet. Am 6. November 2015 absolvierte er sein NBA-Debüt gegen die Brooklyn Nets. Dabei erzielte er sechs Punkte und fünf Rebounds. Seine bisherige Karrierebestleistung konnte er gegen die Detroit Pistons am 5. März 2018, mit 22 Punkten verbuchen. Im Februar 2018 wurde Nance Jr. zusammen mit Jordan Clarkson zu den Cleveland Cavaliers getradet. Seinem Vater zu Ehren trägt er bei den Cavaliers dessen alte Rückennummer 22. Im August 2021 wurde er zu den Portland Trail Blazers getradet, die ihn daraufhin im Trade um C.J. McCollum zu den New Orleans Pelicans schickten. Im Oktober 2022 unterschrieb er dort eine Vertragsverlängerung über zwei Jahre. Im Juni 2024 wurde Nance Jr. zusammen mit Dyson Daniels und zwei Erstrundenwahlen für Dejounte Murray getradet.

## Privates
Sein Vater Larry Nance war ebenfalls Basketballspieler in der NBA und spielte für die Phoenix Suns sowie die Cleveland Cavaliers.

## Karriere-Statistiken

### NBA

#### Reguläre Saison
| Saison  | Team                    | GP  | GS  | MPG  | FG % | 3P % | FT % | RPG | APG | SPG | BPG | PPG  |
| ------- | ----------------------- | --- | --- | ---- | ---- | ---- | ---- | --- | --- | --- | --- | ---- |
| 2015–16 | L.A. Lakers             | 63  | 22  | 20.1 | .527 | .100 | .681 | 5.0 | 0.7 | 0.9 | 0.4 | 5.5  |
| 2016–17 | L.A. Lakers             | 63  | 7   | 22.9 | .526 | .278 | .738 | 5.9 | 1.5 | 1.3 | 0.6 | 7.1  |
| 2017–18 | L.A. Lakers / Cleveland | 66  | 27  | 21.5 | .581 | .167 | .664 | 6.8 | 1.2 | 1.3 | 0.6 | 8.7  |
| 2018–19 | Cleveland               | 67  | 30  | 26.8 | .520 | .337 | .716 | 8.2 | 3.2 | 1.5 | 0.6 | 9.4  |
| 2019–20 | Cleveland               | 56  | 10  | 26.3 | .531 | .352 | .676 | 7.3 | 2.2 | 1.0 | 0.4 | 10.1 |
| 2020–21 | Cleveland               | 35  | 27  | 31.2 | .471 | .360 | .612 | 6.7 | 3.1 | 1.7 | 0.5 | 9.3  |
| 2021–22 | Portland / New Orleans  | 46  | 11  | 22.6 | .522 | .329 | .702 | 5.4 | 1.8 | 0.9 | 0.4 | 7.0  |
| 2022–23 | New Orleans             | 65  | 1   | 21.2 | .610 | .333 | .696 | 5.4 | 1.8 | 0.9 | 0.6 | 6.8  |
| 2023–24 | New Orleans             | 61  | 0   | 19.9 | .573 | .415 | .770 | 5.0 | 1.9 | 1.0 | 0.3 | 5.7  |
| Gesamt  | Gesamt                  | 522 | 135 | 23.2 | .540 | .342 | .696 | 6.2 | 1.9 | 1.2 | 0.5 | 7.7  |

#### Play-offs
| Saison  | Team        | GP | GS | MPG  | FG % | 3P % | FT % | RPG | APG | SPG | BPG | PPG |
| ------- | ----------- | -- | -- | ---- | ---- | ---- | ---- | --- | --- | --- | --- | --- |
| 2017–18 | Cleveland   | 20 | 0  | 15.4 | .683 | .000 | .452 | 4.5 | 0.9 | 0.8 | 0.7 | 4.8 |
| 2021–22 | New Orleans | 6  | 0  | 21.7 | .564 | .222 | .818 | 5.8 | 1.8 | 0.5 | 0.3 | 9.2 |
| 2023–24 | New Orleans | 4  | 0  | 21.0 | .588 | .250 | .667 | 8.3 | 1.8 | 0.5 | 0.0 | 6.3 |
| Gesamt  | Gesamt      | 30 | 0  | 17.4 | .629 | .214 | .563 | 5.3 | 1.2 | 0.7 | 0.5 | 5.9 |